# Херман Емил Фишер
Херман Емил Фишер (Ојскирхен, 9. октобар 1852 — Берлин, 15. јул 1919), немачки хемичар, добитник је Нобелове награде за хемију 1902. за „рад на синтези шећера и пурина“. Рођен је близу Ојскирхена, крај Келна, као син бизнисмена. Херман је желео да студира природне науке, али отац га је натерао да ради у породичном бизнису, док није открио да му је син неспособан за бизнис.
Фишер је студирао на Универзитету у Бону 1872, па се пребацио на Универзитет у Стразбуру. Докторирао је 1874. на проучавању фталеина и добија позицију на универзитету. Године 1875. заједно са једним својим учитељем и нобеловцем Адолфом фон Бајером премешта се у Минхен, где постаје професор хемије. Професор на Универзитету Ерланген постаје 1881. На Универзитету у Вирцбургу је професор од 1888. до 1892. Постаје шеф хемије на Универзитету у Берлину 1892. и ту остаје до смрти.
Познат је по радовима о шећерима, посебно о органској синтези глукозе и пурина, укључујући и прву синтезу кофеина. Велики рад на шећерима је започео још 1884. До 1890. успео је да установи стереохемијску природу и изомерност шећера. До 1894. проналази стерохемијску конфигурацију свих познатих шећера и предвиђа све могуће изомере. Његов велики успех је синтеза глукозе, фруктозе и манозе од глицерола. 
Велик је и његов допринос синтези протеина, на чему је радио од 1899. до 1908. Открио је нови тип аминокиселина пролин и оксипролин. Проучавао је синтезу протеина добијајући дипептиде, трипептиде, а касније и полипептиде.
Његово име се још увек може наћи у именима многих хемијских једињења и концепата.
- Фишерова индолска синтеза
- Фишерове пројекционе формуле
- Фишерова оксазолна синтеза
- Фишерова синтеза пептида
- Фишерова редукција
- Фишер-Шпајерова естерификација